# Isoplatoides cupreus
Isoplatoides cupreus is een vliesvleugelig insect uit de familie Pteromalidae. De wetenschappelijke naam is voor het eerst geldig gepubliceerd in 1913 door Girault.